# 凱勒布·德萊賽爾
凱勒布·德萊賽爾（英語：Caeleb Dressel，1996年8月16日—），美国競技游泳運動員，曾有新水怪美譽，主要擅長自由泳和蝶式。
他代表美國參加了2016年里約奧運會及2020年東京奧運會，合共取得7面金牌， 當中2020年東京奧運個人獨取5金， 成為繼史畢茲、菲比斯和拜安迪後，第4位單屆奧運會摘下5金的男子泳手。
他於東京奧運個人項目拿下個人頂目3金（50米自由式、100米自由式和100米蝶式），男子泳手歷史上只有水怪史畢茲及菲比斯能達成此壯舉。
德萊賽爾是目前保持最多男子游泳項目世界紀錄的運動員，總共保有九項世界紀錄，其中四項為個人紀錄。
他（2020年）、奧圖（1988年）和德布魯因（2000年）是奧運游泳史上至今唯一三位在同一屆夏季奧運中贏得50米自由式、100米自由式和100米蝶式3金的泳手，其中他是唯一的男性泳手。